# Linux Standard Base

Linux Standard Base

La Linux Standard Base o LSB, és un projecte conjunt iniciat per diferents distribucions sota l'estructura organitzativa de la Linux Foundation per tal d'estandarditzar l'estructura interna dels sistemes que fan servir el nucli Linux. LSB està basada en les especificacions POSIX (les mateixes a les quals es basa el sistema UNIX) i altres estàndards oberts.
Segons l'LSB:
L'objectiu de l'LSB és desenvolupar i promoure una sèrie d'estàndards oberts que augmenten la compatibilitat entre les distribucions GNU/Linux i possibilite l'execució de programari en qualsevol d'elles inclús a partir de binaris. A més, l'LSB ajudarà a la coordinació dels esforços dels distribuïdors de programari per tal de migrar els seus productes a GNU/Linux.
La conformitat amb l'LSB serà certificada per als diferents productes per un procés de certificació Arxivat 2008-08-13 a Wayback Machine..

## Historial de les versions
- 1.0: Primera publicació al juny del 2001.
- 1.1: Gener del 2002. Es van afegir especificacions de maquinari (IA32).
- 1.2: Juny del 2002. Afegides més especificacions de maquinari (PowerPC 32-bit). La Certificació s'inicià al juliol del 2002.
- 1.2.1: Octubre del 2002. Es va afegir Itanium.
- 1.3: Desembre del 2002. Afegit Itanium, Enterprise System Architecture/390, z/Architecture.
- 2.0: Setembre 2004. LSB es modularitza a LSB-Core, LSB-CXX, LSB-Graphics, LSB-I18n (no publicada). Més especificacions de maquinari (PowerPC 64-bit, AMD64). Se sincronitza l'LSB amb les Single UNIX Specification (SUS) versió 3.
- 2.0.1: Versio ISO de l'LSB 2.0, la qual introduïa especificacions per a totes les arquitectures (exceptuant LSB-Graphics, de la qual només hi ha una versió genèrica).
- 2.1: Publicada el 2004.
- 3.0: 2005-07-01. Entre altres canvis de biblioteques, C++ API passen a fer servir gcc 3.4. S'actualitzen les especificacions del nucli a ISO POSIX (2003), Technical Corrigenda 1: 2005
- 3.1: 2005-10-31. Versió enviada com a ISO/IEC 23360.
- 3.2: 2008-01-28. Versió enviada com a ISO/IEC 23360.

## Crítica
L'LSB ha estat criticada per no considerar aportacions de projectes externs a l'esfera d'influència de les companyies que formen part, especialment ha estat criticada pel projecte Debian. Per exemple, l'LSB especifica que els programes haurien de distribuir-se en format RPM de Red Hat, un format que es va crear molt més tard que el format DEB del projecte Debian. És poc probable que els programadors del projecte Debian canvien el seu format, que el consideren superior a RPM (igual que altres programadors). En canvi, la gran part de la crítica rebuda per l'LSB ha sorgit pel malentès del suggeriment de l'ús obligat del format RPM: l'estàndard no dicta quin és el format pel qual s'han d'empaquetar els programes a un sistema operatiu, sinó que indica quin format d'empaquetatge s'ha de suportar per tal que els paquets d'altres programadors puguen instal·lar-se a un sistema que complisca l'LSB. De fet, Debian inclou suport per a LSB des de Woody (la versió 3.0) i amb el programa alien és possible transformar un paquet RPM a DEB.